# Henri Delacroix
Henri Delacroix (Parigi, 2 dicembre 1873 – Parigi, 3 dicembre 1937) è stato uno psicologo e filosofo francese; uno dei più famosi e più prolifici psicologi francesi che lavoravano all'inizio del XX secolo.

## Biografia
Henri Delacroix fu istruito presso il Lycée Henri-IV e presso la Sorbona, acquisendo la sua agrégation in filosofia nel 1894. Dopo due anni presso l'Università di Berlino e l'Università di Heidelberg, diventò professore presso il Lycée de Pau, in seguito, diventò professore e successivamente decano della Facoltà di Lettere della Sorbona. Morì a Parigi.

## Opere
- Essai sur le mysticisme spéculatif en Allemagne au quatorzième siècle, 1899.
- Études d'histoire et de psychologie du mysticisme; les grands mystiques chrétiens, 1908.
- La psychologie de Stendhal, 1918.
- La religion et la foi, 1922.
- Le langage et la pensée, 1924.
- L'analyse psychologique de la fonction linguistique, 1926.
- Psychologie de l'art; essai sur l'activité artistique, 1927.
- Les grandes formes de la vie mentale, 1934.
- L'enfant et le langage, 1934.
- Les grands mystiques chrétiens, 1938